# Markus Björkqvist
Markus Johan Björkqvist, född 4 september 2003, är en svensk fotbollsspelare som spelar för Landskrona BoIS.

## Klubblagskarriär
Markus Björkqvists moderklubb är Bara GIF. Som elvaåring tog han klivet till Malmö FF men tvingades två år senare lämna klubben på grund av attitydsproblem. Han spenderade därefter två säsonger i Husie IF innan han återvände till Malmö FF som 15-åring.
Som 17-åring fick Björkqvist göra sin tävlingsdebut för Malmö FF, då han stod för ett inhopp i Svenska Cupen-mötet med Halmstads BK den 6 mars 2021. Bara några månader senare skrev han på sitt första A-lagskontrakt, vilket sträcker sig till 31 december 2023. En dryg månad efter att ha lyfts upp i A-laget gjorde Björkqvist också sin allsvenska debut, då han stod för ett inhopp i 2-0-segern mot Mjällby AIF den 24 juli 2021.
I januari 2022 lånades Björkqvist ut till Utsiktens BK på ett säsongslån. I mars 2023 värvades Björkqvist av Trelleborgs FF, där han skrev på ett tvåårskontrakt.
I januari 2025 värvades Björkqvist av Landskrona BoIS, där han skrev på ett treårskontrakt.

## Landslagskarriär
I maj 2019 blev Markus Björkqvist för första gången uttagen i det svenska P16-landslaget. Han debuterade då i en fyrnationsturnering i Portugal. Björkqvist gjorde totalt 13 U17-landskamper och medverkade i kvalet till U17-EM 2020, som senare kom att ställas in.

## Statistik
| Klubb              | Säsong             | Liga               | Liga    | Liga | Nationell cup | Nationell cup | Internationell cup | Internationell cup | Totalt  | Totalt |
| Klubb              | Säsong             | Division           | Matcher | Mål  | Matcher       | Mål           | Matcher            | Mål                | Matcher | Mål    |
| ------------------ | ------------------ | ------------------ | ------- | ---- | ------------- | ------------- | ------------------ | ------------------ | ------- | ------ |
| Malmö FF           | 2021               | Allsvenskan        | 4       | 0    | 2             | 0             | 0                  | 0                  | 6       | 0      |
| Utsiktens BK (lån) | 2022               | Superettan         | 25      | 2    | 1             | 0             | —                  | —                  | 26      | 2      |
| Trelleborgs FF     | 2023               | Superettan         | 19      | 0    | 1             | 0             | —                  | —                  | 20      | 0      |
| Trelleborgs FF     | 2024               | Superettan         | 16      | 0    | 0             | 0             | —                  | —                  | 16      | 0      |
| Trelleborgs FF     | Totalt             | Totalt             | 35      | 0    | 1             | 0             | —                  | —                  | 36      | 0      |
| Landskrona BoIS    | 2025               | Superettan         | 0       | 0    | 0             | 0             | —                  | —                  | 0       | 0      |
| Totalt i karriären | Totalt i karriären | Totalt i karriären | 64      | 2    | 4             | 0             | 0                  | 0                  | 68      | 2      |

## Meriter
Malmö FF
- Allsvenskan: 2021